# 공군사관학교 (대한민국)
공군사관학교(空軍士官學校, 영어: Korea Air Force Academy)는 대한민국 공군의 정예 장교를 배출하기 위해 설립된 사관학교이다. 성무대(星武臺)라는 별명으로도 불린다. 현재 교장은 윤병호 중장이다. 제주도와 진해, 서울을 거쳐 현재의 캠퍼스는 충청북도 청주시 상당구 남일면 쌍수리에 위치하고 있다.
대한민국의 3군 사관학교 가운데 최초로 1997년에 여자생도가 입교하였다.

## 설립 근거
- 사관학교 설치법[1]

## 연혁
- 1949년 경기도 김포에서 항공사관학교로 창설
- 1949년 6월 10일 제1기 사관생도 97명이 입교식 거행
- 1949년 10월 1일 초대교장 김정렬이 공군참모총장으로 임명
- 1958년 12월 12일 서울캠퍼스로 이동
- 1985년 12월 21일 서울 대방동캠퍼스에서 청주캠퍼스로 이전
- 서울에 있던 공군사관학교 보라매 공원이 1986년 5월 5일에 개원
- 1995년 5월 1일 군사과학대학원에 항공우주공학과 신설

## 지원자격
- 대한민국 국적을 가진[2] 미혼 남·녀로서 신체가 건강하고, 사관생도로서 적합한 사상과 가치관을 가진 자
- 2001년 3월 1일부터 2003년 2월 28일까지 출생한 자(2021년 기준)
- 고등학교 졸업자 및 졸업 예정자, 또는 법령에 의하여 이와 동등한 학력이 있다고 인정된 자
- 군인사법 제10조 제2항 규정의 결격사유에 해당되지 않는 자
- 법령에 의하여 형사처벌(기소유예 포함)을 받지 아니한 자[3]

## 교육 과정
공군사관생도들은 일반학, 체육, 군사훈련, 생활교육 등의 교육 과정을 이수해야 한다. 생도들은 졸업과 동시에 대한민국 공군 소위로 임관하며, 군사학사 외에도 전공에 따라 학사 학위를 수여 받는다.
정식 입교 전, 3학년 선배 지도생도들에게 받는 강도높은 기초군사훈련을 수료하면 정식 사관생도가 된다.
1학년은 전공 수업이 없으며 국어, 수학, 물리, 화학 등의 기초 학문을 수강하며, 2학년 2학기부터 실질적인 전공 수업을 시작한다.
1학기가 끝난 후에는 4주간의 군사훈련을 실시하며 세부적으로 1학년은 패러글라이딩, 수중 및 지상생환훈련, 2학년은 유격 및 근접전투기술훈련, 해양생환훈련, 3학년은 공수훈련, 4학년은 실무견습과 1~3학년 훈련지도를 각각 실시한다. 학기 중 관숙비행을 실시하며 시뮬레이터 탑승과 가속도훈련도 실시한다.
2학기가 끝난 후에는 4주간의 동계 휴가 후 특강을 듣는 동계학기 후 졸업식 준비를 실시한다.
공군사관학교에서 제공하는 전공 과정은 다음과 같으나 매년 학제 개편으로 인해 일관된 커리큘럼을 운영하지 못한다는 단점이 존재하며 생도 생활은 매일 06:30 - 24:00이다.

### 문학사 과정
- 국제관계학
- 국방경영학
- 항공우주정책학

### 이학사 과정
- 컴퓨터과학
- 물리화학
- 수학

### 공학사 과정
- 항공공학
- 우주공학
- 기계공학
- 전자통신공학
- 시스템공학
- 항공우주공학

## 소장 문화재
- 부활호 - 대한민국 등록문화재 제411호

## 졸업 후 진로
공군사관생도들은 졸업과 동시에 소위로 임관하게 된다. 조종분야의 공군사관생도들은 졸업 후 비행입문과정, 기본과정, 고등 훈련 과정에 입과하게 된다. 하지만 비행훈련에 입과한 조종사들이 모두 조종사가 되는 것은 아니며, 비행교육 중 탈락하게 되는 경우 다른 특기를 받아 일반 공군 장교로서 역할을 수행하게 된다. 반면 정책분야의 공군사관생도들은 임관 시 각 특기로 나뉘어 임무를 수행하게 된다.

## 같이 보기
- 국방대학교
- 대한민국 국군
- 대한민국 육군
- 대한민국 해군
- 대한민국 공군
- 대한민국 해병대
- 대한민국 육군사관학교
- 육군3사관학교
- 육군학생군사학교
- 육군부사관학교
- 대한민국 해군사관학교
- 공군항공과학고등학교
- 국군간호사관학교
- 합동군사대학교
- 김책공군대학 (북한군의 공군사관학교에 해당)
- 공군참모총장배 스페이스 챌린지